# Сграда
Сградата или зданието е съоръжение, трайно свързано със земята и предназначено да предпазва хора или предмети от атмосферните въздействия. Сградите могат да имат различна сложност - от прост навес, предпазващ от дъжда отделен човек, до болничен комплекс с регулирана температура, въздушни потоци, осветление, газово съдържание, движение на бактерии и частици, налягане на въздуха и човешка дейност.
Всяка сграда съдържа поне няколко от следните основни подсистеми:
- носеща конструкция
- архитектурни елементи
- електрическа инсталация
- водопровод и канализация
- отопление, вентилация и климатизация
- пожароизвестителна и пожарогасителна инсталация
- вътрешен транспорт: асансьори, ескалатори и други